# Esso Brussels (schip, 1945)
De Esso Brussels was een Belgische olietanker van GRT 10297 en DWT 16613 die in januari 1945 werd opgeleverd door Sun Shipbuilding & Dry Dock Company, Chester (Pennsylvania) als bouwnummer 457 met de naam Salmon Falls voor de Amerikaanse overheid.
Op het ogenblik dat het tankschip als Esso Brussels in 1947 in dienst kwam, was het schip de grootste olietanker van de Belgische koopvaardijvloot. Dit tankschip bevatte 26 tanks, die in 24 uur konden worden gelost.
Het schip werd in 1955 weer verkocht aan Corrado SA, Società di Navigazione in Genua, die het schip Cerere noemde. 
26 mei 1966 arriveerde ze te Spezia om te worden gesloopt omdat ze te oud werd en de laadcapaciteiten van toen, weer hoger lagen en eveneens de vraagprijs weer meer was, naar ruwe olie.